# Aaron Egbele
Aaron Egbele (Benin, 29 januari 1979) is een Nigeriaanse sprinter. Egbele maakte deel uit van het Nigeriaanse 4 x 100 m estafetteteam op de Olympische Spelen van 2004 in Athene met zijn teamgenoten Olusoji Fasuba, Uchenna Emedolu en Deji Aliu. Hier won hij een bronzen medaille achter het Britse (goud) en Amerikaanse team (zilver).
Op het WK 2003 in Parijs deed hij mee op zowel de 100 m en de 200 m, maar sneuvelde op beide onderdelen in de voorrondes.

## Persoonlijke records
| Onderdeel | Prestatie | Datum         | Plaats         |
| --------- | --------- | ------------- | -------------- |
| 100 m     | 10,11 s   | 24 april 2004 | Fort-de-France |
| 200 m     | 20,54 s   | 4 mei 2002    | El Paso        |

## Palmares

### 4 x 100 m estafette
- 2004:  OS - 38,23 s